# Schlacht bei Magnesia
Die Schlacht bei Magnesia wurde 190/189 v. Chr. in der Nähe von Magnesia ad Sipylum zwischen der Römischen Republik unter Lucius Cornelius Scipio Asiaticus, seinem Bruder Publius Cornelius Scipio Africanus und ihrem Verbündeten Eumenes von Pergamon auf der einen Seite und Antiochos dem Großen, dem König des Seleukidenreiches, auf der anderen Seite ausgetragen. Sie war die entscheidende Schlacht des Römisch-Syrischen Krieges und endete mit einem klaren Sieg der Römer. Besonders deutlich zeigte diese Schlacht auch die Überlegenheit der damaligen römischen gegenüber der griechisch-hellenistischen Kampfweise auf.

## Ausgangslage

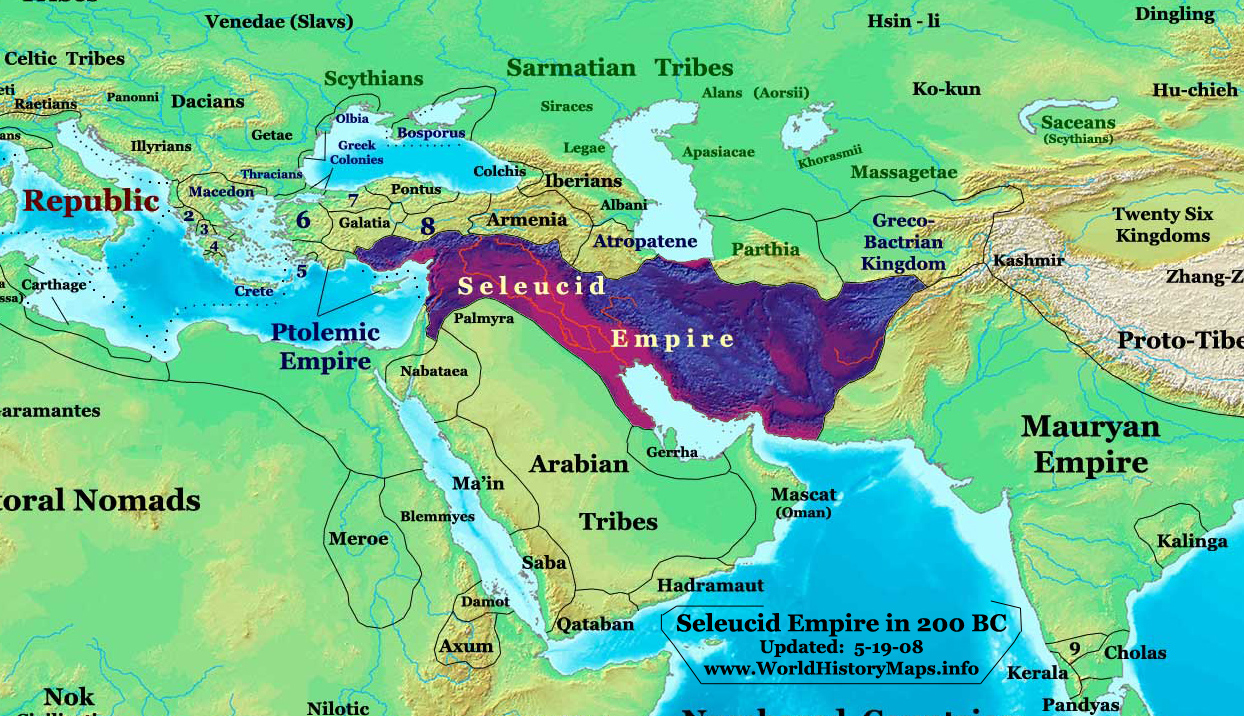
Das Seleukidenreich um 200 v. Chr. (vor der Expansion in Richtung Anatolien und Griechenland).

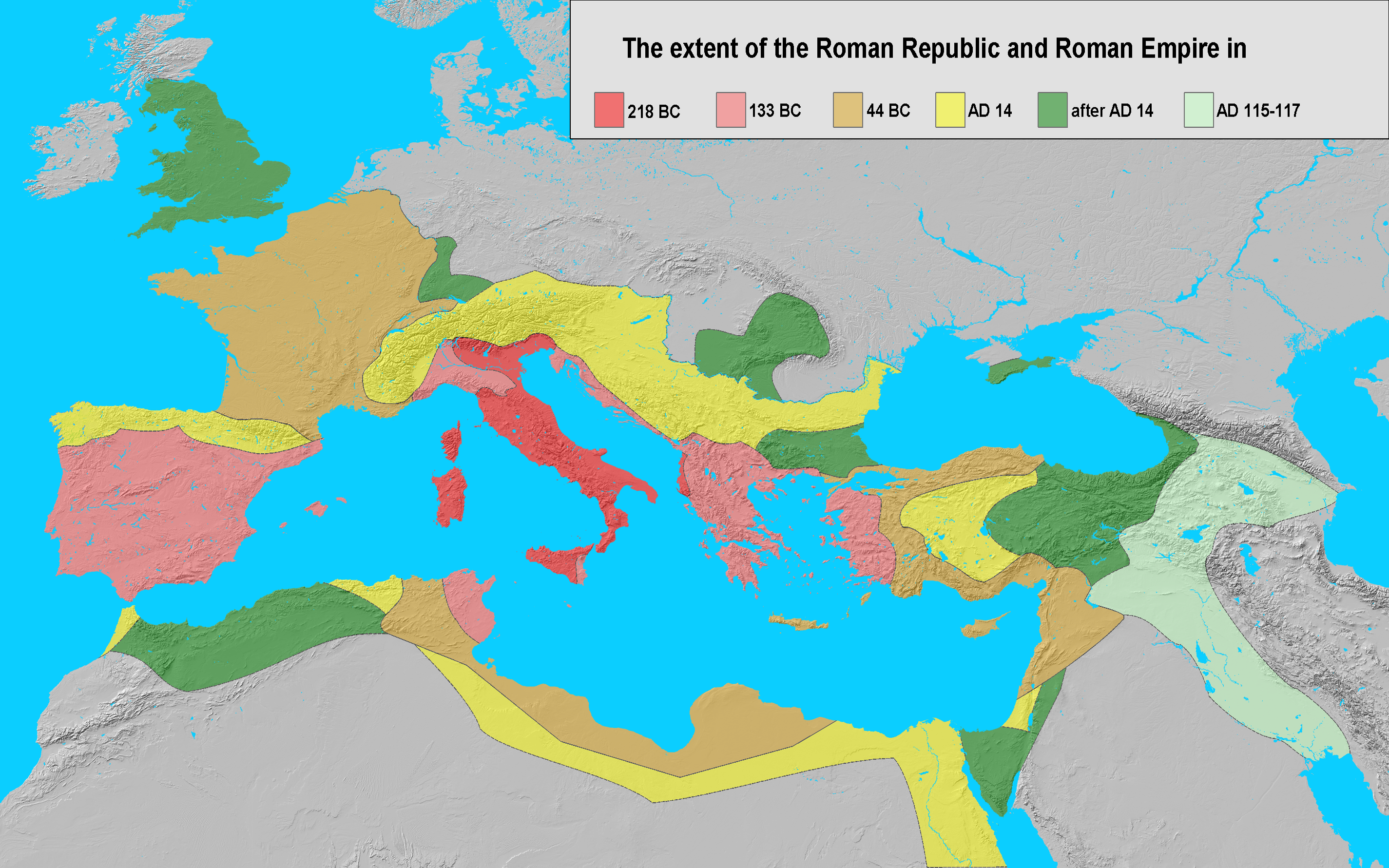
Ausdehnung des Römischen Reiches; die rötliche Fläche entspricht dem Gebiet in der Zeit des Krieges mit dem Seleukidenreich.

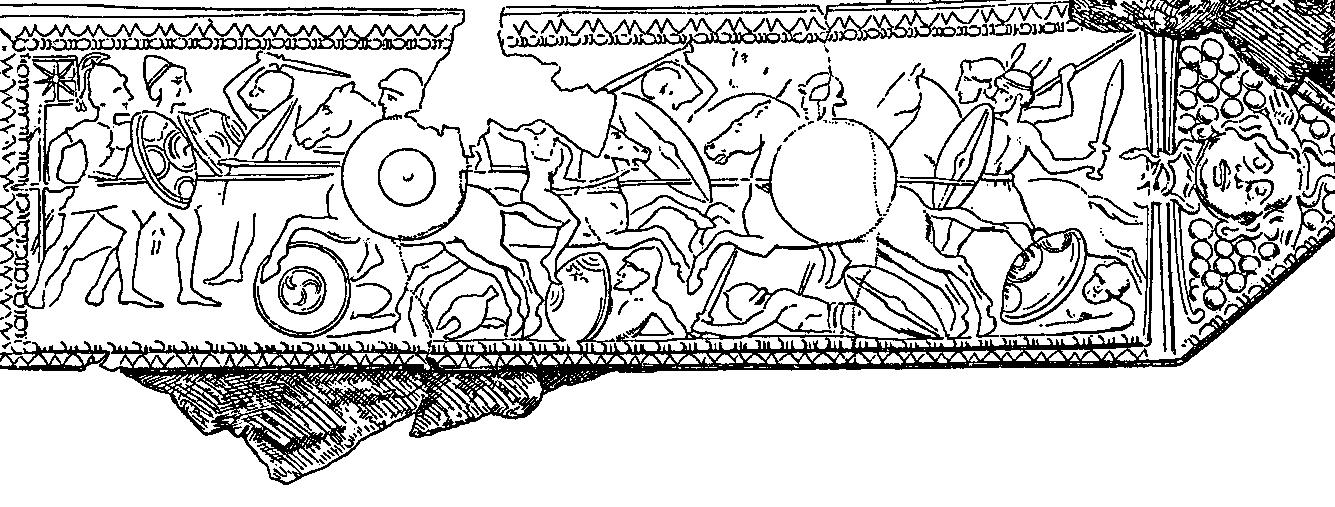
Hellenistische Bronzetafel, entdeckt während der deutschen Grabungen auf der Akropolis von Pergamon am Ende des 19. Jahrhunderts Das Stück, das verloren ging und von dem nur eine Federzeichnung von Alexander Conze (1913) erhalten blieb, stellt wahrscheinlich die Schlacht von Magnesia dar und zeigt die römische Infanterie, die seleukidische Phalanx und die attalidische Kavallerie.

## Ablauf
Den von Antiochos persönlich angeführten Kämpfern des rechten Flügels der seleukidischen Streitmacht gelang es, die ihnen gegenüberstehende römische Legion und die Reiterei zu schlagen und in Richtung des römischen Lagers zurückzudrängen. In der Zwischenzeit war es aber den römischen Verbündeten gelungen, die Sichelwagen des linken seleukidischen Flügels in die Flucht zu schlagen, wobei diese unter der eigenen Kavallerie einigen Schaden anrichteten. Im Zentrum wiederum hatten sich die Römer auf kein Handgemenge mit der hier aufgestellten seleukidischen Phalanx und den Kriegselefanten eingelassen, sondern diese einem ständigen Beschuss ihrer Wurfspeere und anderer Fernwaffen ausgesetzt.
In dieser kritischen Phase der Schlacht beging Antiochus nun den Fehler, die auf dem rechten Flügel geschlagenen Römer in ihr Lager zu verfolgen. Anstatt seinem Zentrum, das vor dem starken römischen Beschuss langsam zu weichen begann und noch dazu von den römischen Verbündeten in der Flanke attackiert wurde, zu Hilfe zu eilen, ließ er sich von den Römern, die sich in ihrem Lager wieder sammeln konnten, in weitere Kampfhandlungen verwickeln. Allein auf sich gestellt, von mehreren Seiten vom Gegner bedrängt und seinem permanenten Beschuss ausgesetzt, brach die seleukidische Phalanx schließlich zusammen und lief auseinander. Für zusätzliche Verluste unter den Fliehenden sorgten noch die in Panik geratenen seleukidischen Kriegselefanten, die nicht wenige Männer zu Tode trampelten. Zwar gelang es einigen seleukidischen Truppenteilen das eigene Lager zu erreichen und sich mit den hier zurückgebliebenen Kameraden noch erbittert zu verteidigen, doch konnten die nachdrängenden Römer schließlich auch diese niedermetzeln und das Lager erobern.

## Folgen
Die Schlacht von Magnesia war nach der von Kynoskephalai (197 v. Chr.) die zweite von drei großen Schlachten, welche die Untauglichkeit der damaligen griechischen bzw. hellenistischen Kriegführung gegenüber der Roms zeigte. Das endgültige Aus für die Phalanx als schlachtentscheidende taktische Formation kam dann mit der vernichtenden makedonischen Niederlage in der Schlacht bei Pydna (168 v. Chr.).
Für das Seleukidenreich war die Niederlage bei Magnesia der Anfang vom Ende. Neben massiven Reparationszahlungen, die Antiochos III. von den Römern auferlegt wurden, musste der König 188 v. Chr. im Frieden von Apameia auch sein Herrschaftsgebiet in Kleinasien aufgeben und sich hinter das Taurusgebirge zurückziehen. Letztlich wurde es Rom durch diesen Sieg ermöglicht „– auch wenn dies nie die kollektive Intention der römischen Elite gewesen sein mag – in Kleinasien Fuß zu fassen und das Tor zur Eroberung des Nahen Ostens weit aufzustoßen.“